# Jezioro Okunińskie
Jezioro Okunińskie (kaszb. Jezoro Òkònińsczé) – śródleśne przepływowe jezioro lobeliowe Pojezierza Bytowskiego, na obszarze gminy Miastko. Ogólna powierzchnia akwenu jeziora wynosi 8,6 ha. Linia brzegowa jeziora jest prawie całkowicie zalesiona.